# Stazione zoologica Anton Dohrn
La stazione zoologica Anton Dohrn di Napoli è un'istituzione scientifica ed ente di ricerca situata nella Villa Comunale (tra via Caracciolo e la Riviera di Chiaia), nel quartiere Chiaia. Comprende anche un acquario, il più antico d'Italia.

## Storia

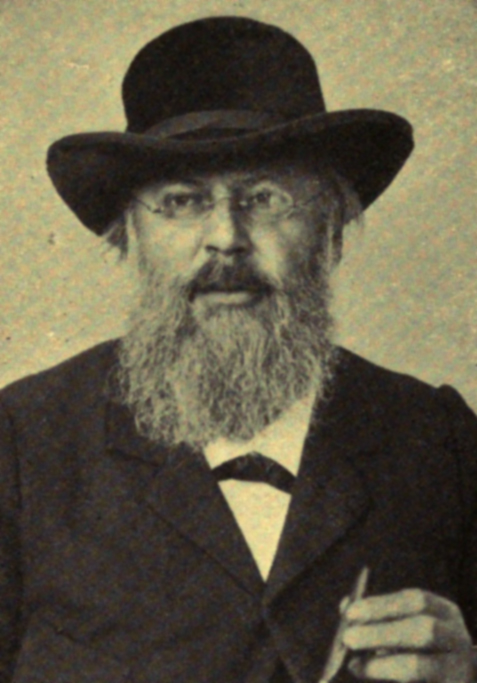
Anton Dohrn (1840-1909)

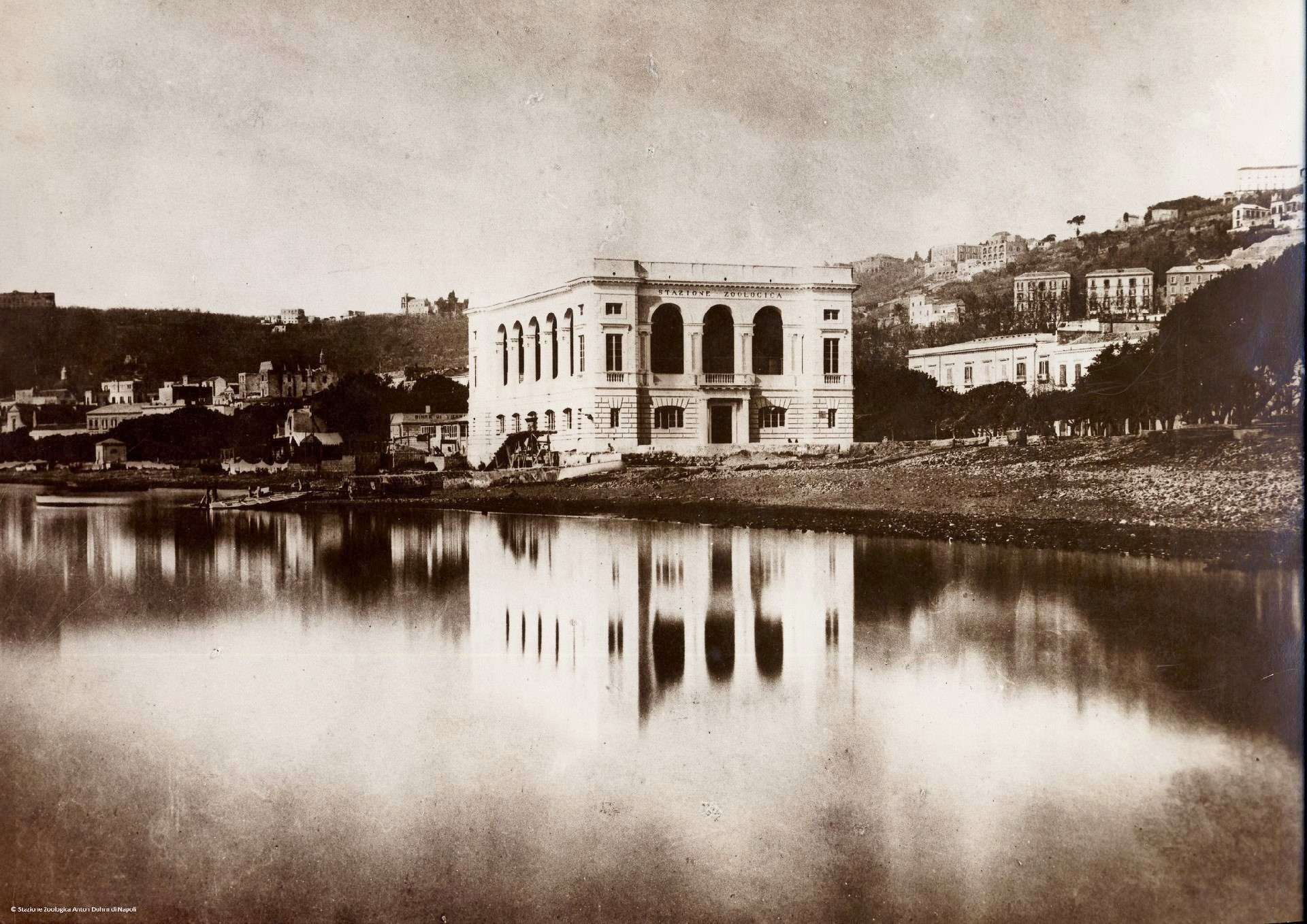
La Stazione zoologica nel 1873, sulla vecchia linea di costa.

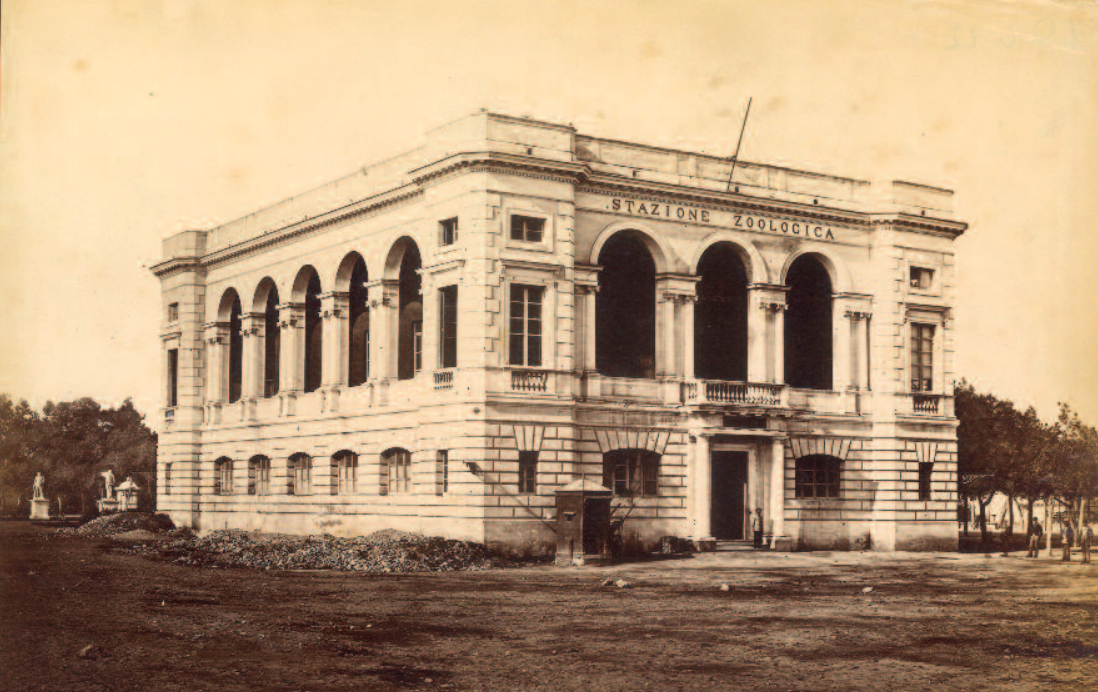
La Stazione zoologica nel 1879, poco dopo la costruzione del suo nucleo originario, e prima del suo ingrandimento verso ovest.

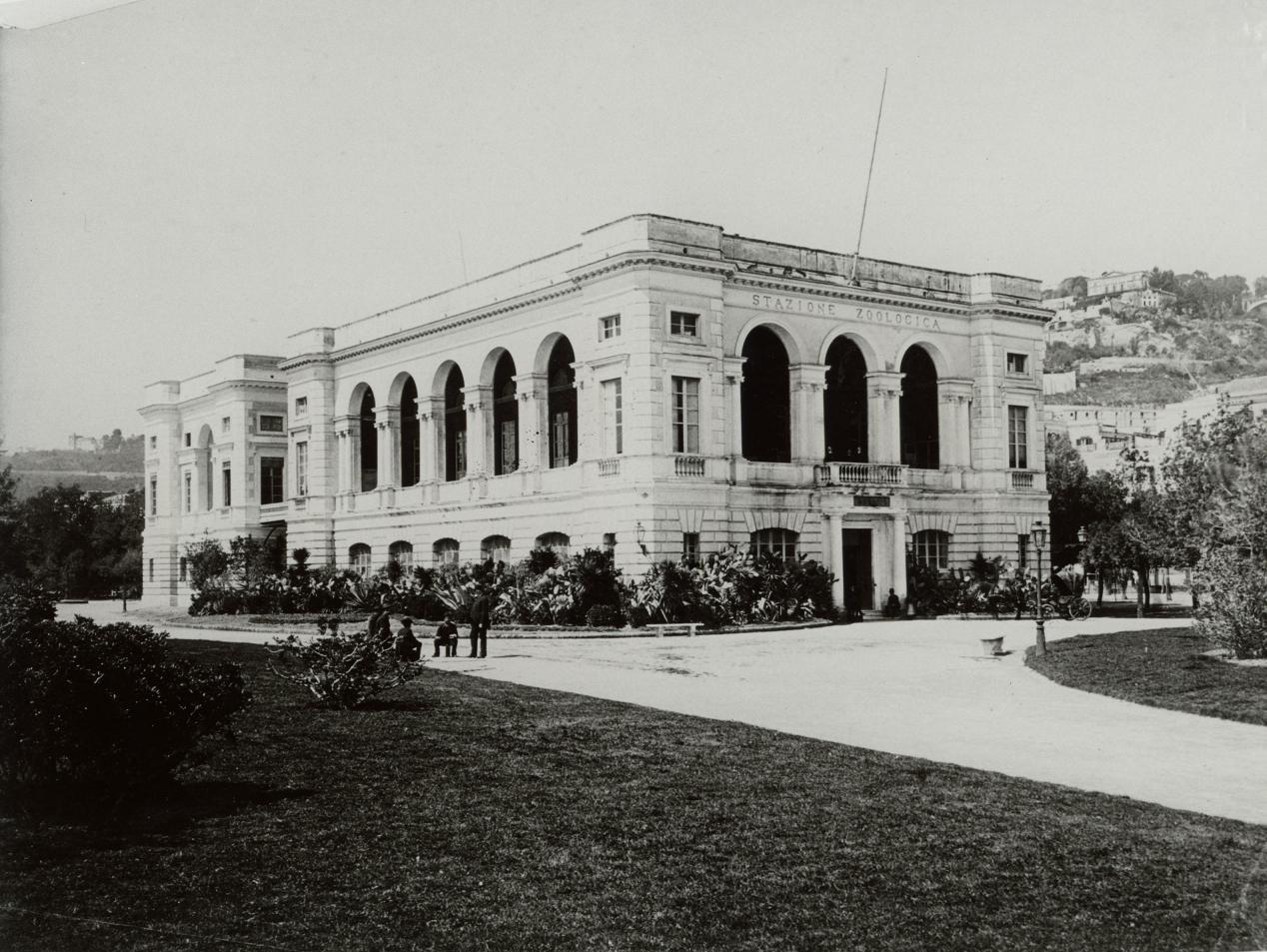
La Stazione zoologica nel 1901

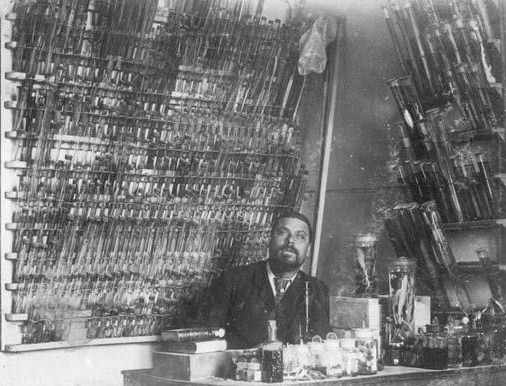
Salvatore Lo Bianco, nel novembre del 1889, al tavolo di lavoro nel laboratorio per la conservazione degli animali marini della Stazione zoologica di Napoli.

La Stazione fu fondata nel 1872 dal naturalista e zoologo tedesco Anton Dohrn, nato a Stettino in Pomerania (oggi parte della Polonia) nel 1840, in una famiglia appartenente alla borghesia benestante. Laureatosi in Scienze naturali a Berlino, nel 1862 si trasferì a Jena, dove conobbe Ernst Haeckel che lo introdusse alle opere e alle teorie di Charles Darwin. 
Dohrn divenne un fervente sostenitore della teoria dell'evoluzione per selezione naturale e da quel momento prese corpo il progetto di creare una rete di stazioni di ricerca biologica, a indirizzo evoluzionistico, dove gli scienziati avrebbero potuto soggiornare, realizzare osservazioni ed esperimenti con il supporto tecnologico della struttura, prima di spostarsi alla stazione successiva. La fitta corrispondenza intercorsa al riguardo tra Dohrn e Darwin testimonia il favore di quest'ultimo per l'iniziativa.
Dopo aver tentato di realizzare il suo progetto a Messina, decise che Napoli sarebbe stato il posto ideale per la sua Stazione. La scelta di questa città era dovuta alla grande ricchezza biologica del mar Mediterraneo ed anche alla possibilità di sviluppare un istituto di ricerca di grande importanza internazionale in una città essa stessa a vocazione internazionale e di grandi dimensioni. Dopo aver visitato l'acquario di Berlino, recentemente inaugurato, Dohrn pensò che aprire a Napoli un acquario pubblico avrebbe garantito alla Stazione introiti sufficienti a pagare il salario ad un assistente permanente. 
Napoli era all'epoca una delle più grandi ed attraenti città d'Europa, con un considerevole flusso di turisti che avrebbero potuto essere potenziali visitatori dell'acquario; ospitava inoltre autorevoli Istituzioni scientifiche, realizzate in epoca borbonica, quali il Regio Orto botanico a via Foria e l'Osservatorio astronomico di Capodimonte.
Dohrn riuscì a persuadere le autorità comunali di cedergli, a titolo gratuito, un pezzo di terreno sulla riva del mare, nella Villa comunale, impegnandosi a costruire la stazione zoologica a sue spese. Le fondazioni furono poste nel marzo 1872 e nel settembre 1873 l'edificio era terminato. Dopo il primo edificio, attualmente la parte centrale, un secondo edificio, collegato al primo da un ponte, fu aggiunto nel 1885-1888, mentre il cortile e la parte occidentale vennero costruiti nel 1905. Solo cinquanta anni dopo, la biblioteca sarà inserita tra il primo e il secondo edificio.
L'acquario pubblico fu costruito sotto la supervisione di William Alford Lloyd, un ingegnere inglese che aveva contribuito al progetto degli acquari pubblici di Amburgo e di Londra e fu aperto il 26 gennaio 1874. È il secondo più antico acquario del XIX secolo ancora in attività ed è preceduto dal Sea Life Brighton, inaugurato nel 1872..
L'inaugurazione ufficiale della Stazione Zoologica ebbe luogo il 14 aprile 1875 e nel dicembre dello stesso anno fu firmato il contratto fra Anton Dohrn e la Città di Napoli, rappresentata dal sindaco Antonio Winspeare. Dohrn iniziò, come ulteriore fonte di finanziamento della Stazione, a commerciare campioni e preparati biologici, in gran parte realizzati dal napoletano Salvatore Lo Bianco, che era entrato al servizio della Stazione all'età di 14 anni come inserviente, e ne divenne dopo pochi anni responsabile del reparto conservazione, sviluppando metodi innovativi e acquisendo fama internazionale.. Campioni e collezioni furono venduti a musei, università, scuole e privati. Lo Bianco divenne anche un sistematico di valore e molti ospiti della Stazione hanno riconosciuto nelle loro pubblicazioni il suo importante contributo alla ricerca.
Con l'intenzione di promuovere lo status internazionale della Stazione e di garantirne l'indipendenza politica, economica e scientifica, Dohrn introdusse poi una serie di innovativi metodi per finanziare il suo progetto. Per prima cosa, l'affitto del lavoro e dello spazio di ricerca: per una tariffa annuale, governi, istituzioni scientifiche, fondazioni private o singoli ricercatori avrebbero potuto mandare uno scienziato alla Stazione, dove egli avrebbe trovato a disposizione tutto l'occorrente per condurvi ricerche. Queste strutture erano offerte senza legami, nel senso che gli studiosi erano del tutto liberi di condurre i propri progetti e le proprie idee. Il sistema funzionò estremamente bene e quando Anton Dohrn morì, a Monaco di Baviera nel 1909, più di 2.000 scienziati dall'Europa e dagli Stati Uniti avevano lavorato alla Stazione.
La Stazione offriva ai suoi ospiti anche i migliori strumenti scientifici disponibili, acquisiti tramite donazioni o a prezzi particolarmente di favore. Per esempio, gli ultimi modelli di microscopi della Zeiss erano sistematicamente testati e resi disponibili a Napoli e Ernst Abbe, matematico, fisico e partner della Zeiss, uno degli amici più stretti di Dohrn, mise a disposizione le attrezzature a prezzi di favore. Microtomi, metodi di sezionamento e di colorazione erano egualmente testati e migliorati dagli assistenti e dagli ospiti della Stazione, mantenendo in questo modo l'elevato livello tecnico dei metodi e degli strumenti messi a disposizione.
Secondo recenti studi di sociologia dell'organizzazione, la Stazione Zoologica anticipò in piena epoca industriale un modello di pianificazione di ricerca scientifica post-industriale, che privilegiò temi tipicamente attuali come l'interdisciplinarità, la capacità manageriale di autofinanziamento (attraverso l'acquario e la vendita di animali marini ad altri istituti di ricerca, ecc.), la promozione della cooperazione e collaborazione di tutte le persone coinvolte nella ricerca (collaboratori, tecnici, pescatori e inservienti).
Nei suoi laboratori hanno operato attivamente oltre 20 premi Nobel dando significativo impulso allo sviluppo delle scienze biologiche.
Dopo la morte di Anton Dohrn la direzione della stazione passò al figlio Rinaldo e, successivamente al nipote Pietro.

### Personalità legate alla Stazione
- Antonio Della Valle, zoologo e ascidiologo (1850 – 1935)
- Georg von Grimpe, zoologo e malacologo (1889 – 1936)
- Tim Hunt, biochimico (1943 - )
- Giuseppe Jatta, biologo e naturalista (1860 – 1903)
- Salvatore Lo Bianco, biologo marino (1860 – 1910)
- Comingio Merculiano, illustratore scientifico (1845 – 1915)
- Fridtjof Nansen, zoologo e oceanografo (1861 – 1930)
- Christiane Nüsslein-Volhard, biologa (1942 - )
- Torsten Wiesel, neuroscienziato (1924 - )

## Gli studi scientifici, oggi
Presso la Stazione Dohrn si svolgono oggi ricerche nel campo della biologia e della oceanografia, in maniera interdisciplinare negli specifici campi della biochimica, biologia molecolare e cellulare, neurobiologia e neurofisiologia oltre ai vari rami dell'ecologia.
Le attività di ricerca della Stazione sono attualmente organizzate in 5 dipartimenti:
- Biologia ed Evoluzione Organismi Marini (BEOM)
Svolge ricerche sulla vita e l'evoluzione degli organismi marini. Il Dipartimento è organizzato in quattro aree funzionali:
  - Biochimica e Biologia Cellulare
  - Biologia Molecolare e dello Sviluppo
  - Fisiologia e Comportamento
  - Genomica Funzionale
- Biotecnologie Marine Ecosostenibili (BLUBIO)
Conduce ricerche riguardanti le possibili applicazioni dei prodotti marini nei settori biomedico e ambientale.
- Conservazione Animali Marini e Public Engagement (CAPE)
Le attività di ricerca sono rivolte alla conservazione dei grandi vertebrati marini e sono affiancate da attività di divulgazione al grande pubblico.
- Ecologia Marina Integrata (EMI)
Svolge ricerche interdisciplinari su biodiversità, struttura e funzionamento degli ecosistemi marini. Il Dipartimento è organizzato in quattro aree funzionali:
  - Ecologia del Benthos e del Necton
  - Ecologia Microbica
  - Ecologia Molecolare
  - Ecologia del Plancton
- Infrastruttura di Ricerca per le Risorse Biologiche marine (RIMAR)
Fornisce servizi ad elevato contenuto tecnologico ed accesso a infrastrutture e piattaforme di ricerca alla comunità scientifica nazionale ed internazionale nel campo della biologia marina.

## Infrastrutture
La Stazione si avvale di una piccola flotta di natanti tra i quali si menziona la motonave Vettoria, un battello di ricerca oceanografica appositamente studiato per operare campionamenti del mare nel campo della biologia ed ecologia marina.

## L'acquario
L'acquario della stazione zoologica, assieme all'erbario, all'archivio storico, alla biblioteca ed alla interessante collezione zoologica, è all'interno dell'edificio della Stazione e rappresenta una delle strutture più antiche in ambito europeo di questo genere. Fu aperto al pubblico nel gennaio del 1874. Nelle intenzioni di Dohrn, sarebbe servito sia ad assicurare risorse per l'istituto che a diffondere conoscenze ed interesse sugli organismi marini presso l'opinione pubblica. Originariamente, esso copriva 527 metri quadrati ed era esclusivamente dedicato alla fauna del Mediterraneo. Un secondo edificio, connesso al primo attraverso un ponte, fu aggiunto tra il 1885 ed il 1888, mentre il cortile e l'ala est furono costruiti nel 1905. Esemplari di flora e di fauna marina furono raccolti, a fine Ottocento, nell'Oceano Indiano, dal pittore e ufficiale di marina Ettore Cercone che fornì anche disegni.
Nel 2022 l'acquario contiene circa trenta vasche con oltre duecento specie marine di animali e vegetali, la maggior parte delle quali provengono dal Golfo di Napoli. Periodicamente sono ospitate diverse tartarughe marine, prevalentemente della specie Caretta caretta, recuperate ferite in mare ed in attesa di essere reintrodotte nel loro originario habitat.
- nella stanza centrale: sono presenti le vasche dell'acquario disposte una di fianco all'altra a forma di ferro di cavallo su entrambe le pareti.

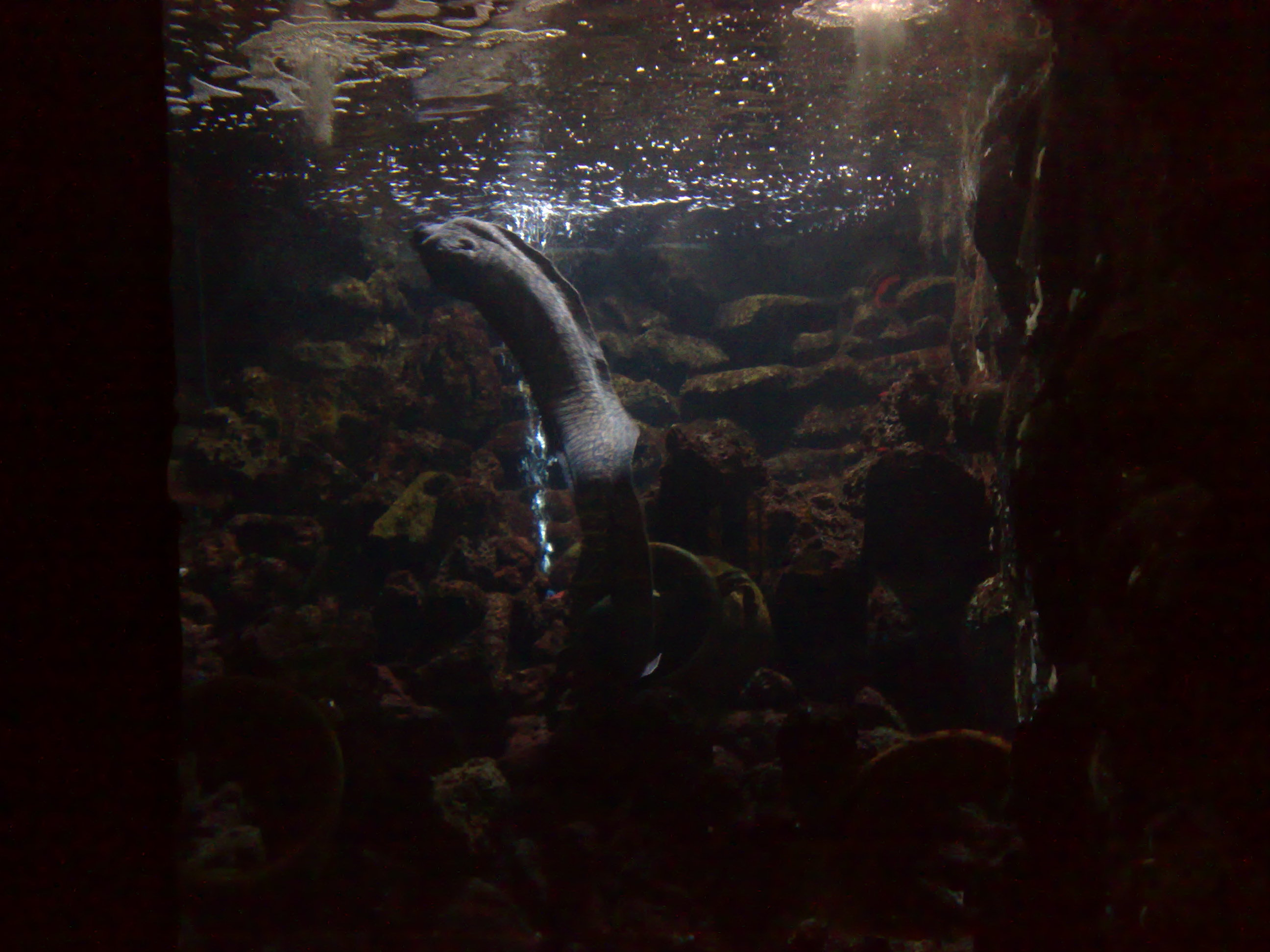
Vasca delle murene
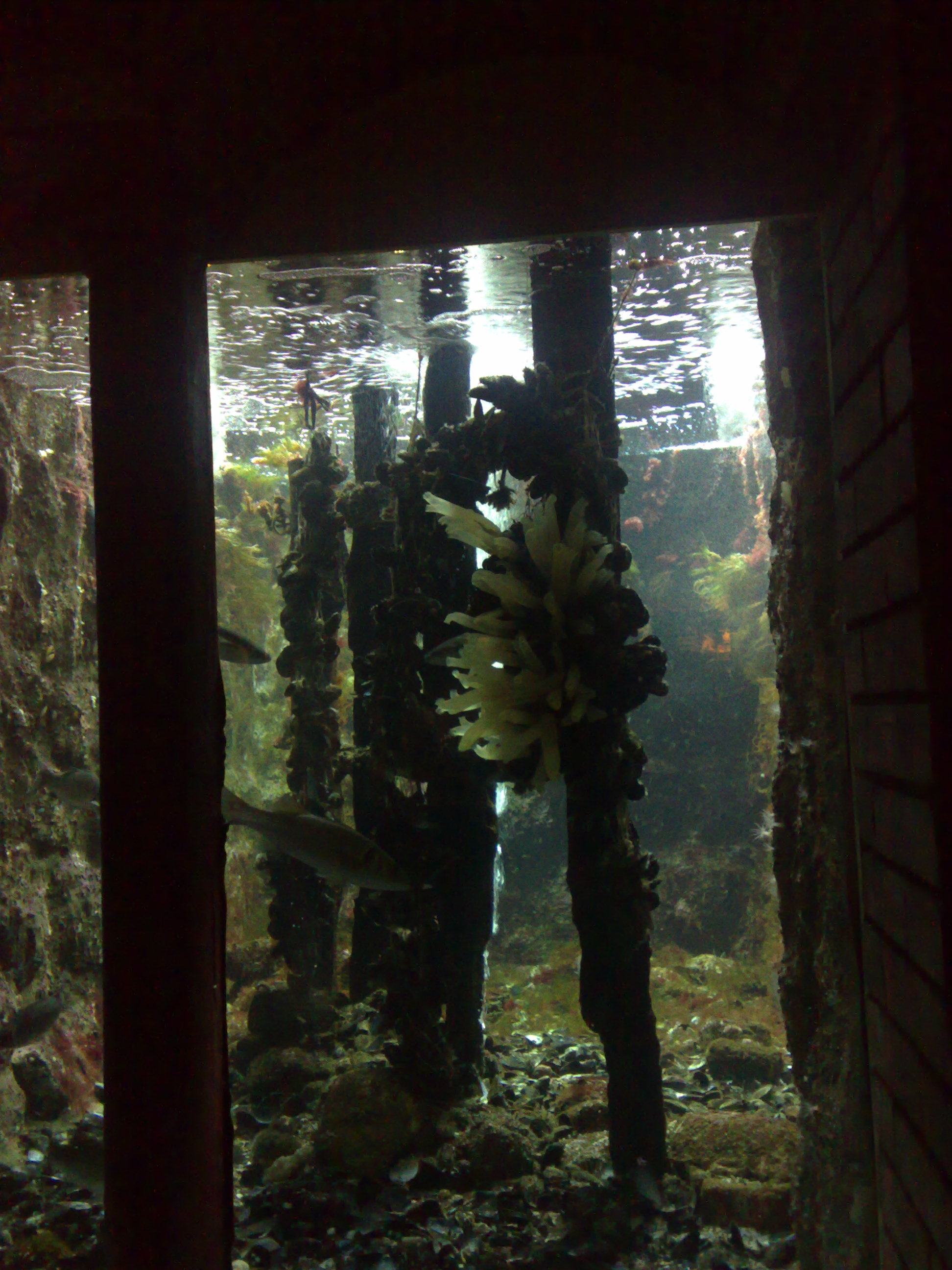
Una vasca dell'acquario di Napoli Anton Dohrn
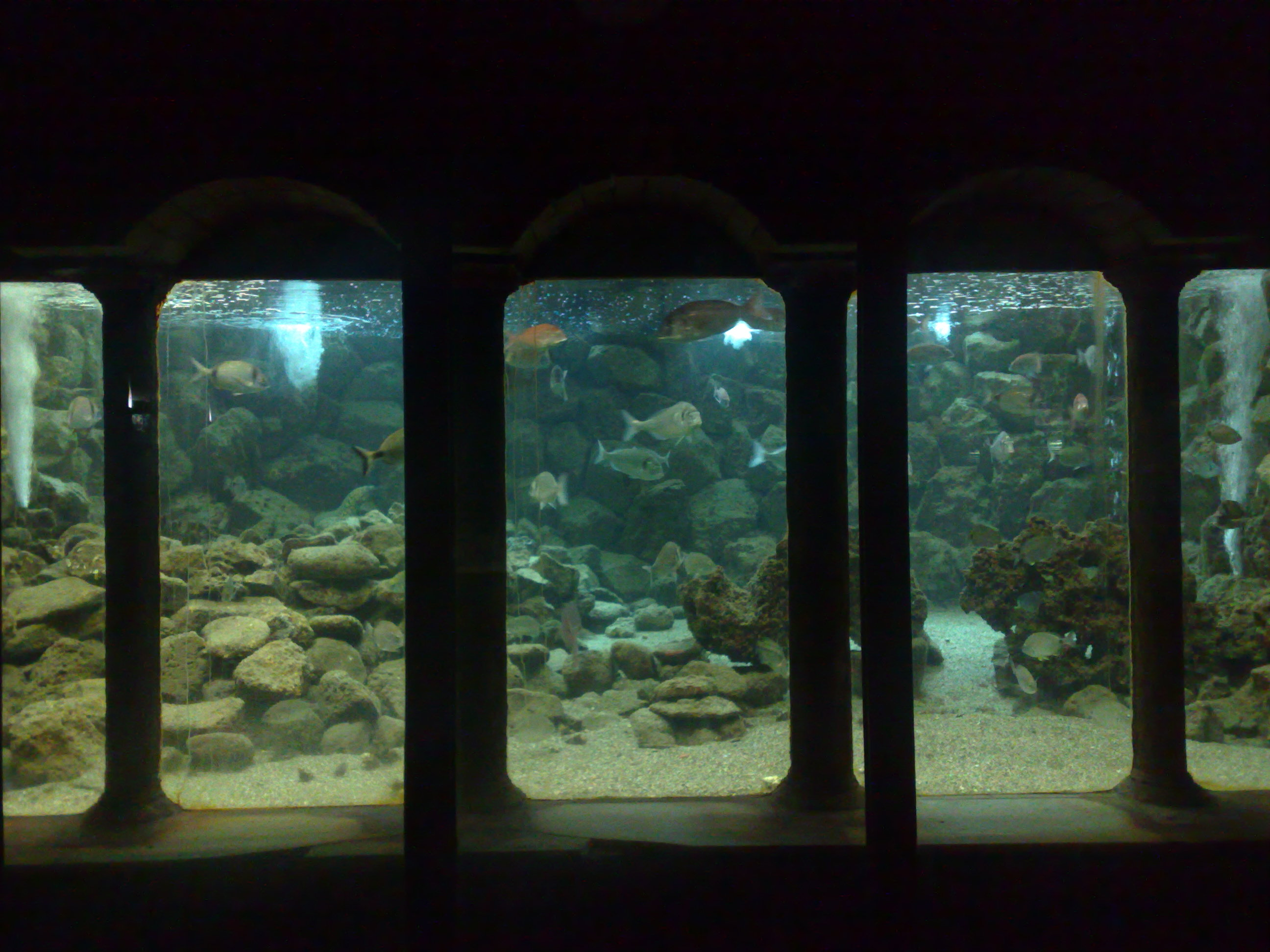
Una vasca dell'acquario di Napoli Anton Dohrn
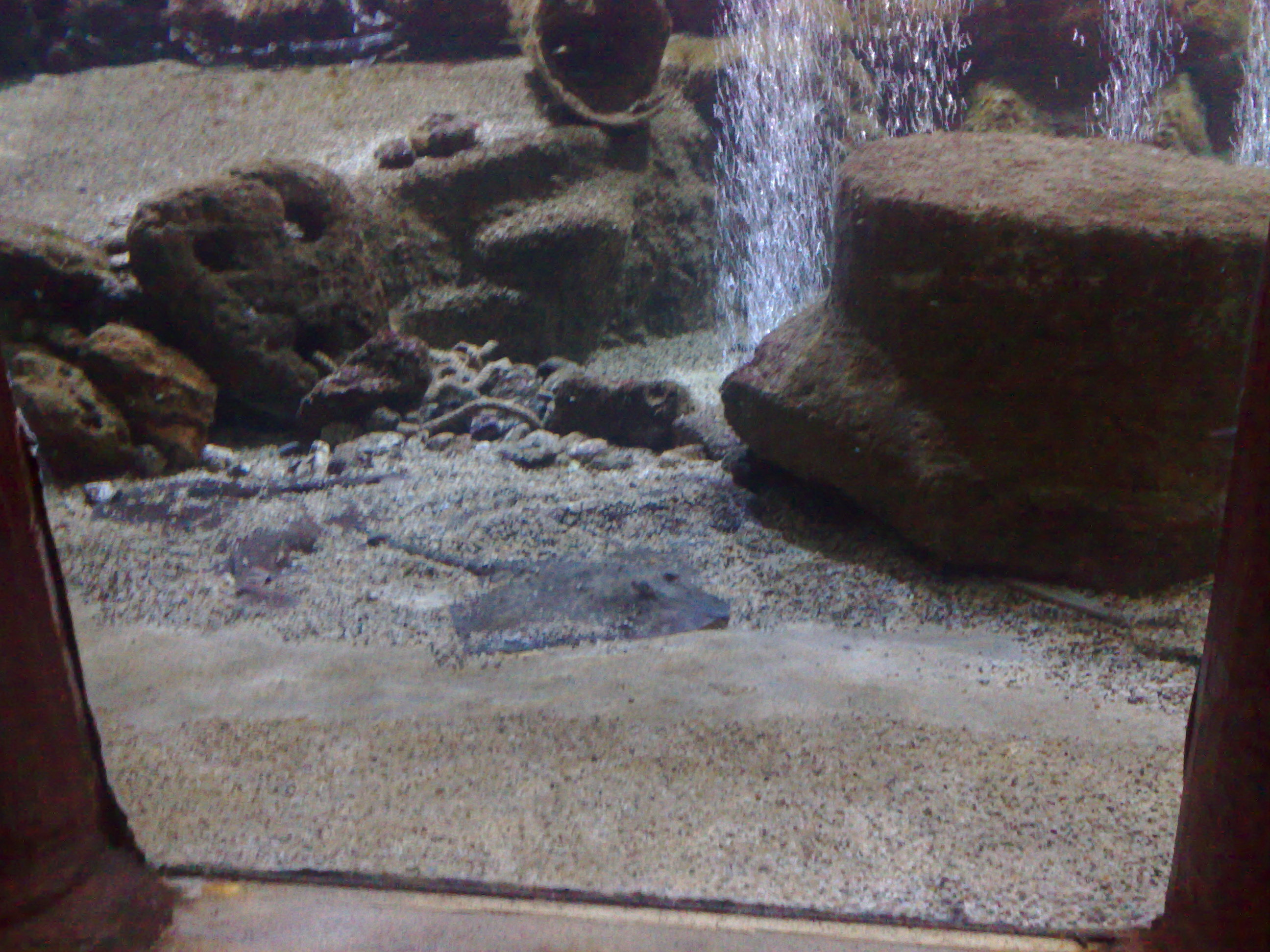
Una vasca dell'acquario di Napoli Anton Dohrn

- nella stanza ovest: è presente l'angolo museale dell'acquario con conservati pesci o fossili ritrovati nel corso degli anni nel golfo di Napoli.

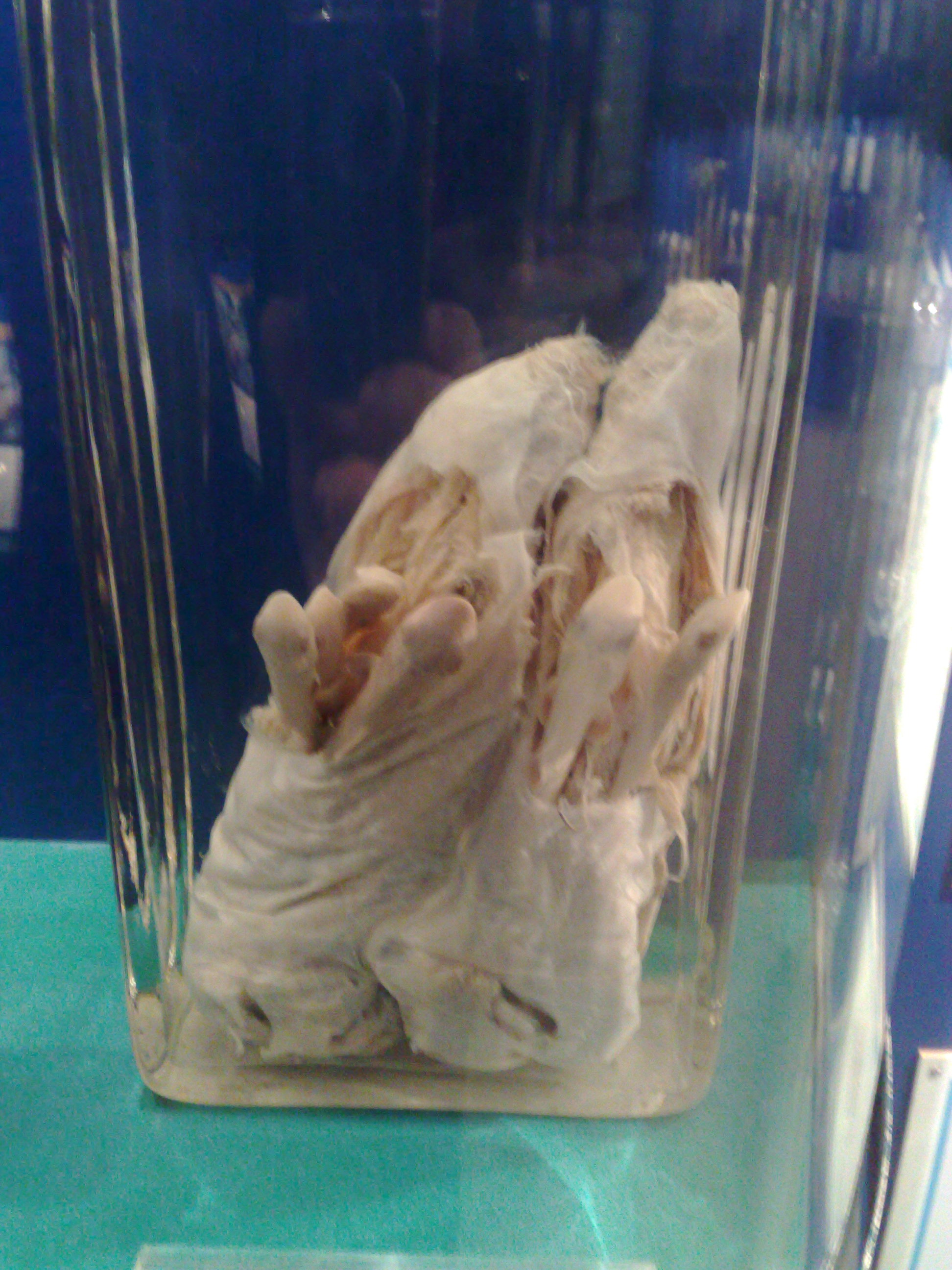
Un utero con diversi embrioni
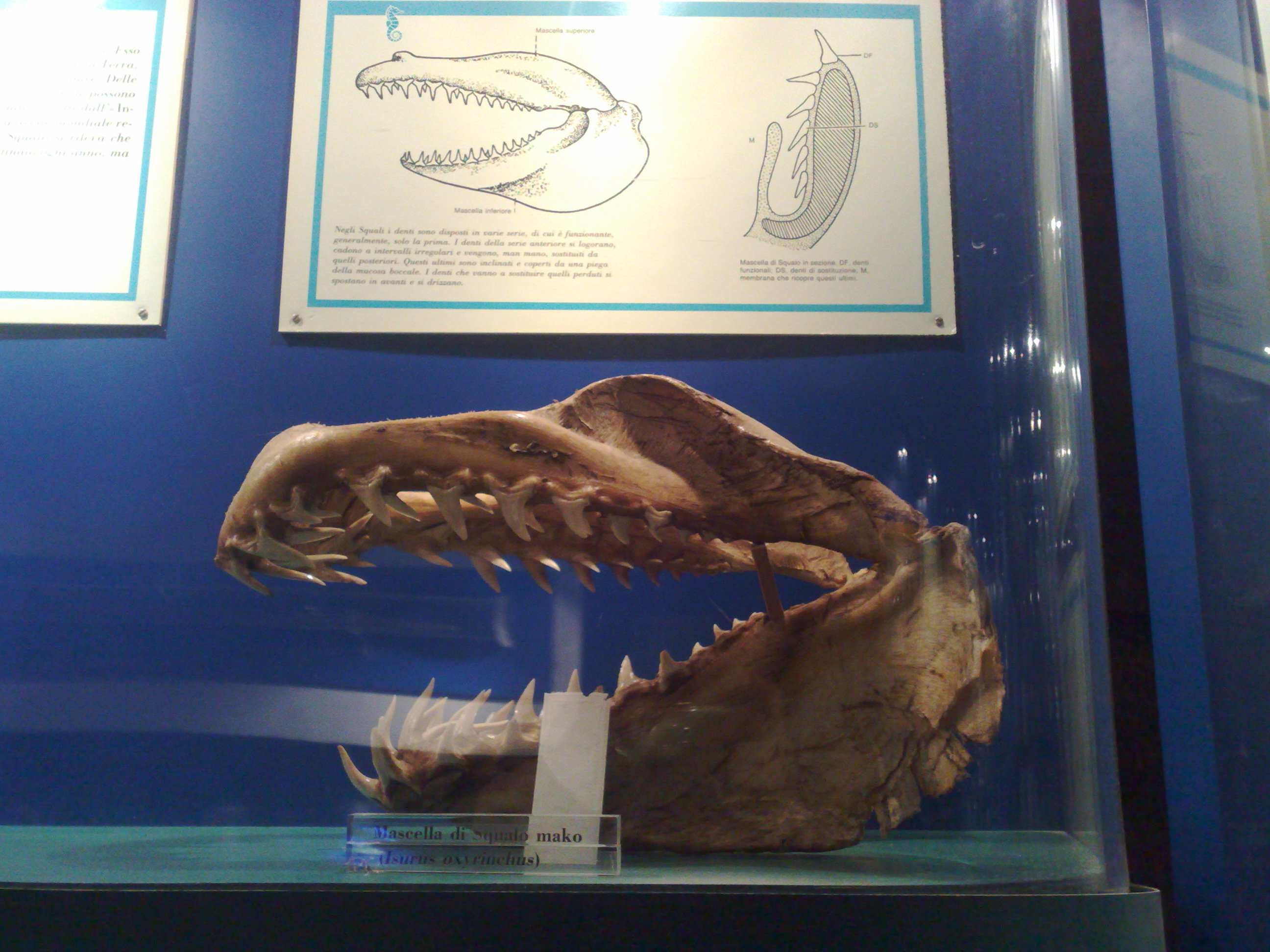
Fossile
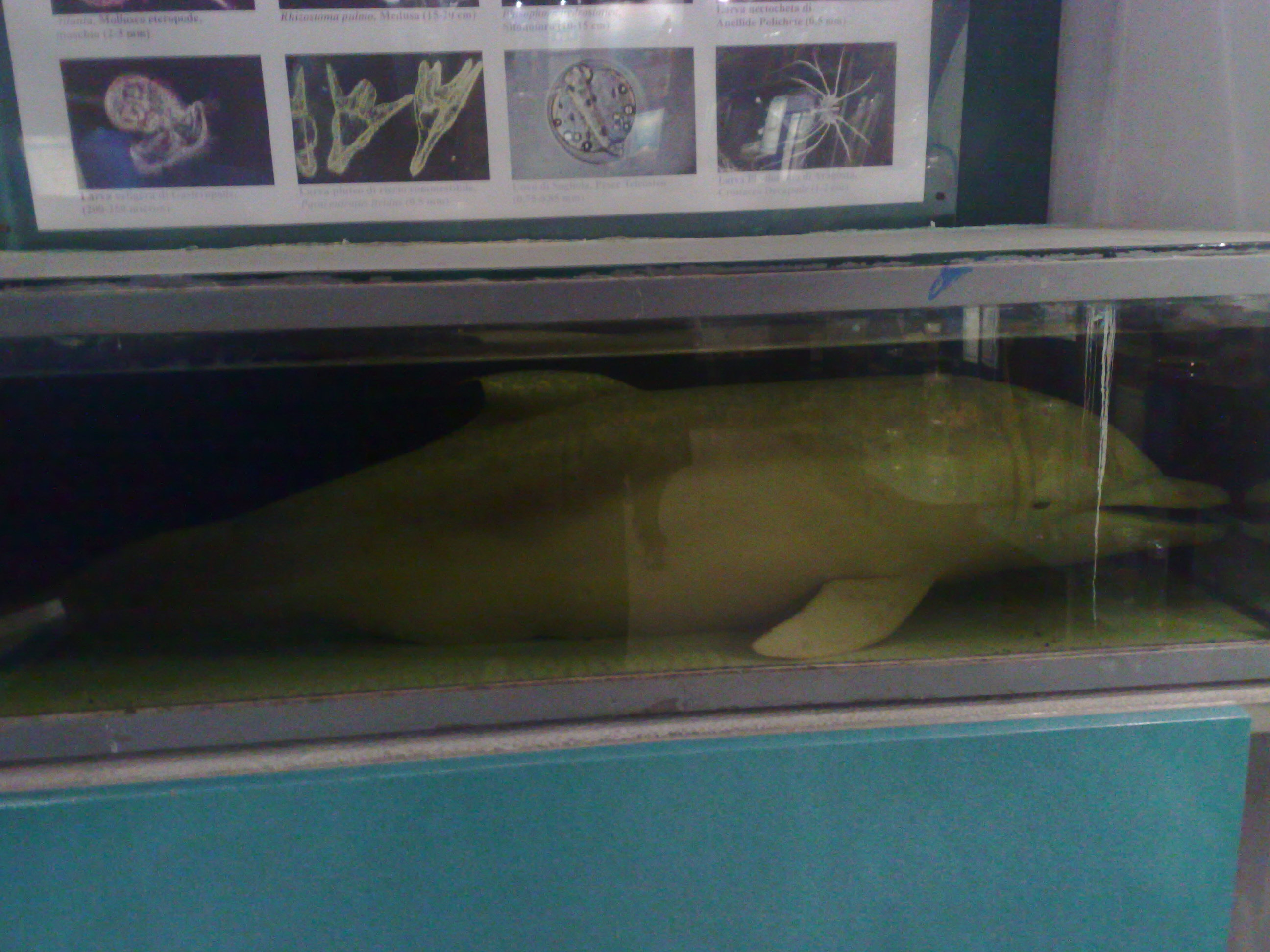
Delfino (ritrovato morto sugli scogli di Mergellina)
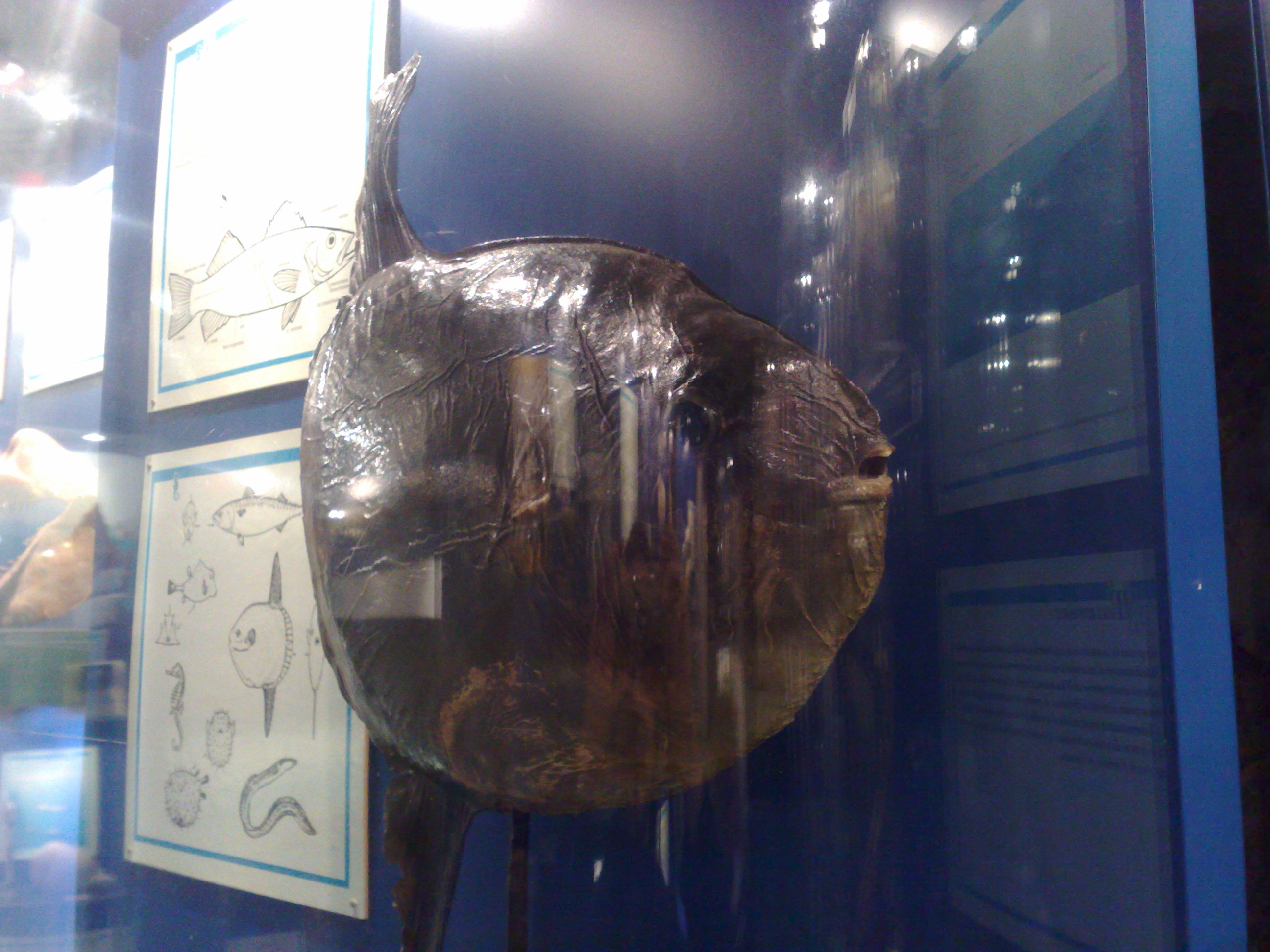
Pesceluna

## La biblioteca
La biblioteca fu fondata nel 1873 con la donazione del primo nucleo di testi scientifici da parte di Anton Dohrn. Oggi la biblioteca conta oltre 90.000 volumi disposti su ca. 3.000 metri lineari di scaffali, ed è caratterizzata da una preziosa collezione di primi testi scientifici e di loro ristampe, come pure da 180 riviste scientifiche contemporanee.

Dal 1875 al 1955 la libreria era sistemata nella grande sala affrescata al primo piano, oggi adibita a biblioteca storica e a sala di lettura. La sala è stata splendidamente affrescata in quattro mesi di lavoro nel 1873 dal pittore tedesco Hans von Marées in collaborazione con il suo compagno Adolf von Hildebrand, giovane scultore e architetto. Marées scelse per la decorazione la vita dei pescatori napoletani attorno a lui, presentando immagini di grande potenza, popolate di figure virili e nudi maschili maestosi e sensuali, nonostante la semplicità delle attività in cui sono intenti. Vi si riconoscono:
- sulla parete ovest: pescatori pronti a prendere il largo intenti a caricare delle reti sulla barca che altri stanno spingendo in acqua; nell'uomo in secondo piano, chinato a raccogliere la rete, c'è un richiamo all'analoga figura di Raffaello che nell'arazzo per la Cappella Sistina con La pesca miracolosa, issa i pesci a bordo; la graduale sfumatura dei colori da sinistra a destra sembra accompagnare la partenza dei pescatori per il mare aperto; la nudità di alcuni pescatori sta ad indicare un riferimento alla pittura classica;

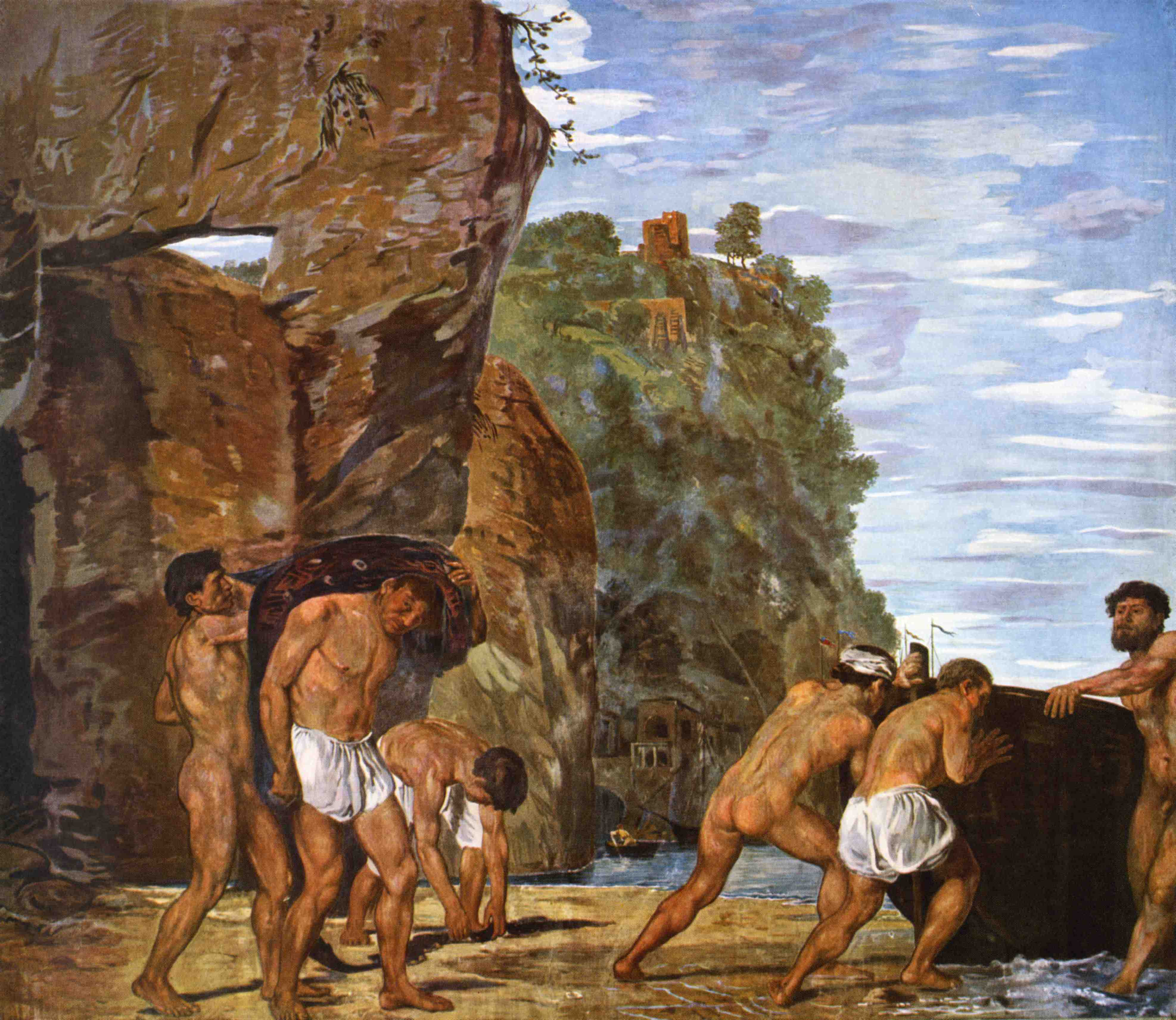
La partenza dei pescatori
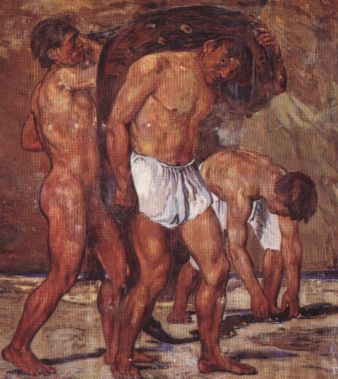
Pescatori che caricano una barca (particolare)
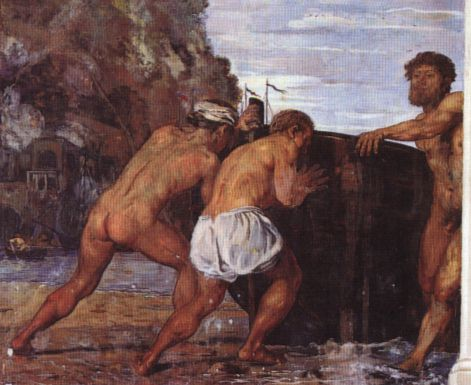
Pescatori che prendono il largo (particolare)

- sulla parete nord: pescatori che remano vigorosamente stando in piedi su una barca; vecchio pescatore che accompagna una giovane donna in una passeggiata a mare; i pescatori hanno abiti contemporanei e inoltre il capo del battello lo si può riconoscere dalla sciarpa rossa legata alla vita; il taglio moderno dell'immagine sottolinea la dimensione dinamica dell'evento;

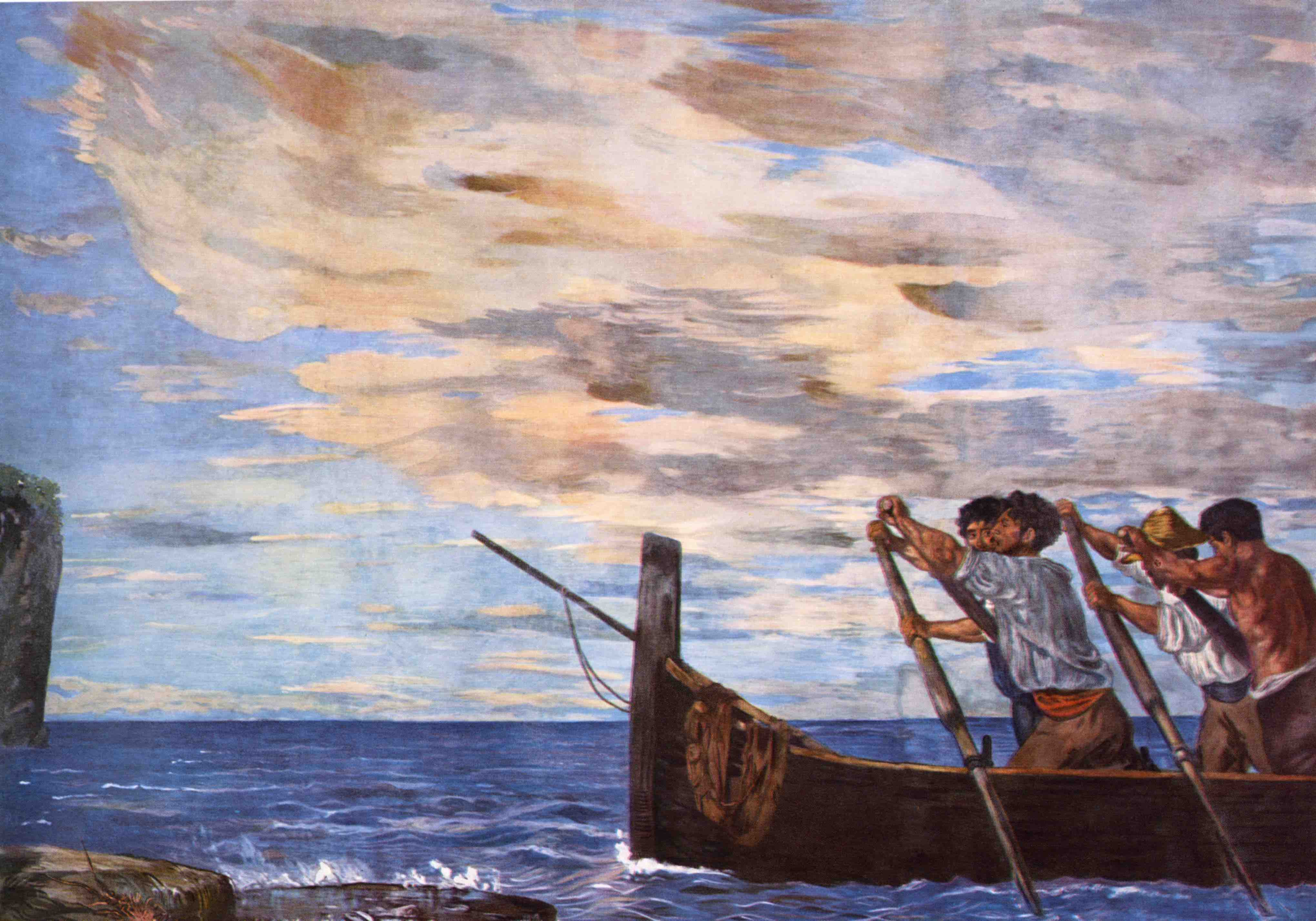
Pescatori sulla barca
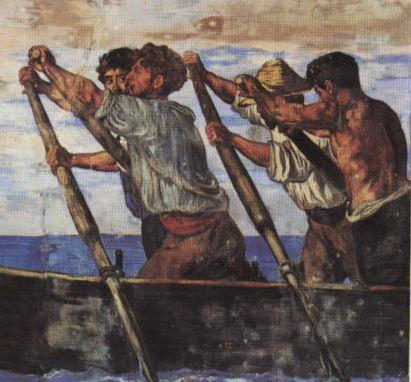
Pescatori che remano (particolare)
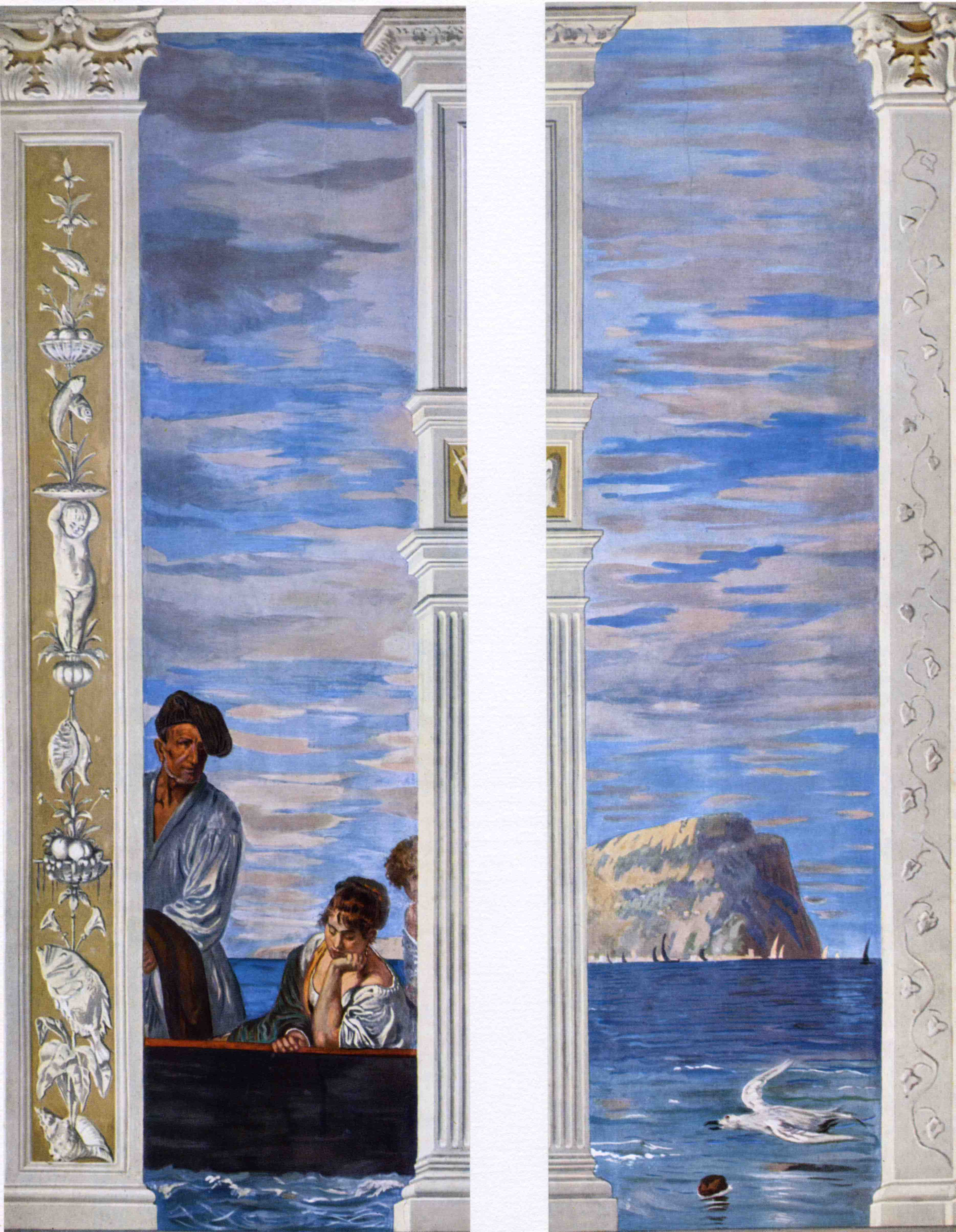
Passeggiata a mare
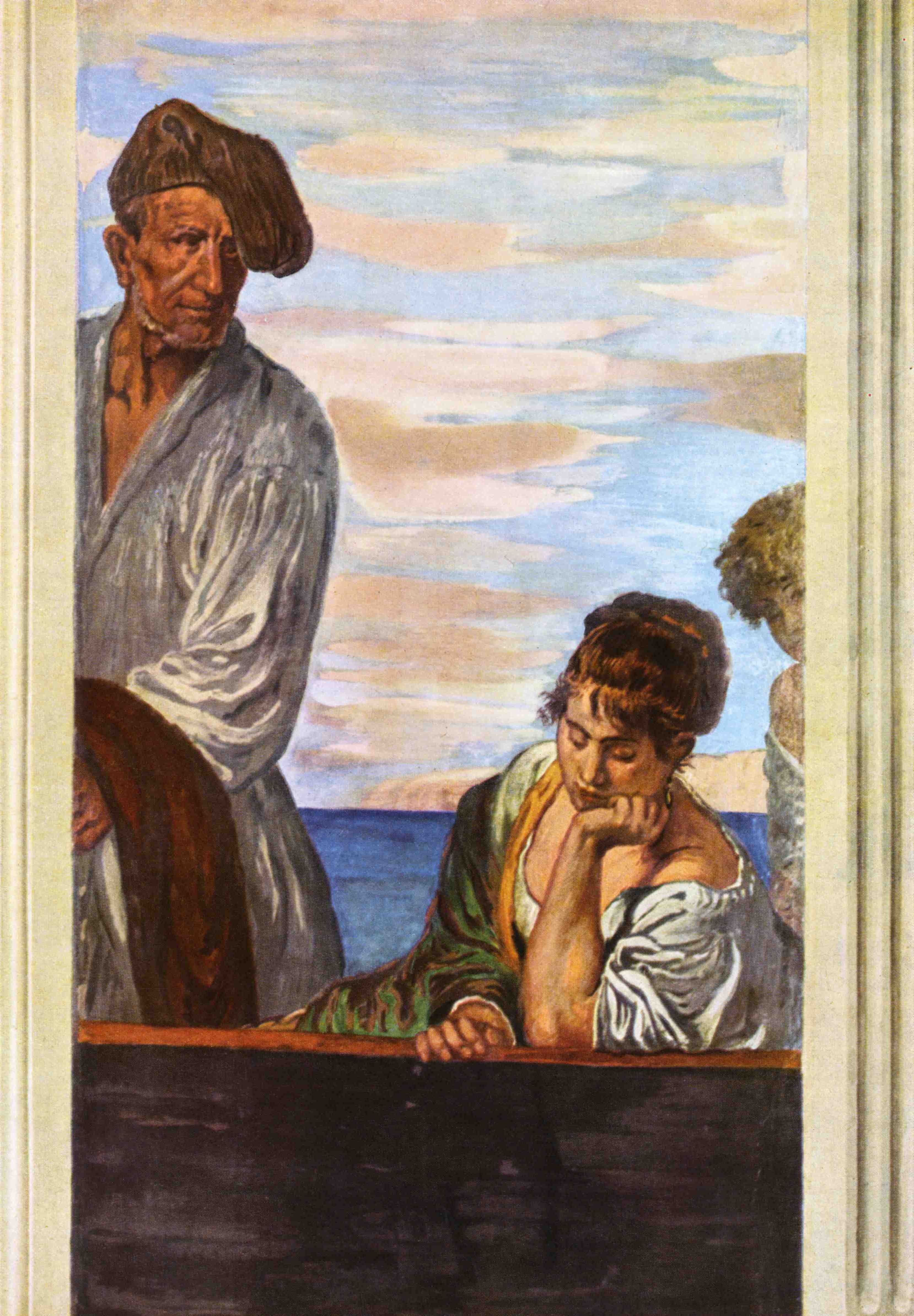
Passeggiata a mare (particolare)

- sulla parete sud: giovani ignudi in un aranceto che rappresentano le tre età dell'uomo: il bambino disteso (giovinezza), l'adulto in piedi (maturità), il vecchio piegato (vecchiaia); i tre personaggi sono anche un'allegoria delle tre principali occupazioni dell'essere umano durante la sua vita: il riposo ed il gioco (il bambino), l'amore ed il piacere (l'uomo), il lavoro, la fatica, e la salute (il vecchio piegato); vi sono infine due donne in confidenza sedute in un aranceto, una bionda e una bruna, nell'atteggiamento e nei colori ricordano da vicino l'Italia e la Germania d'un quadro allora famoso, dipinto nel 1828 da Friedrich Overbeck, anch'egli sceso in Italia per «conoscere l'arte»;

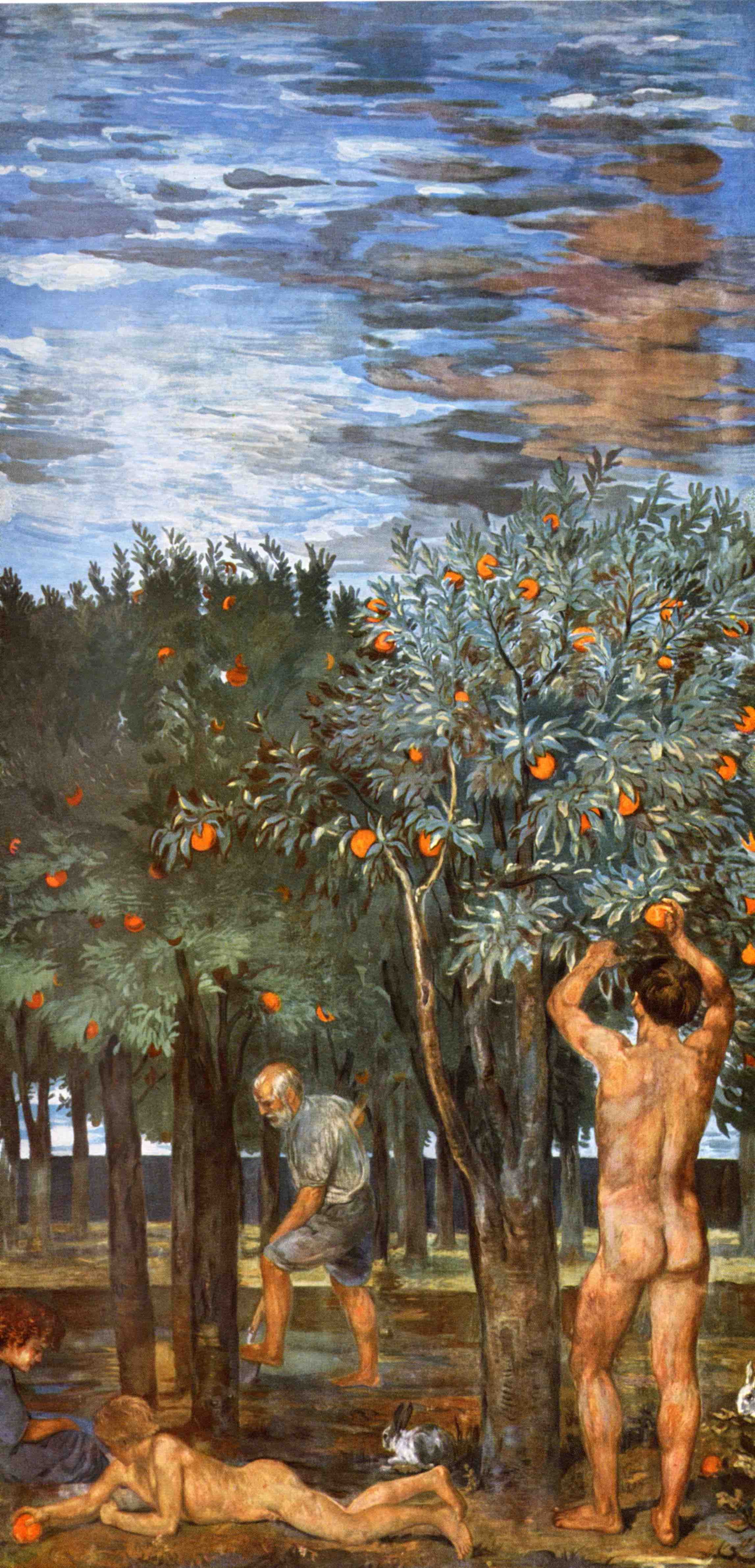
Uomini in un aranceto
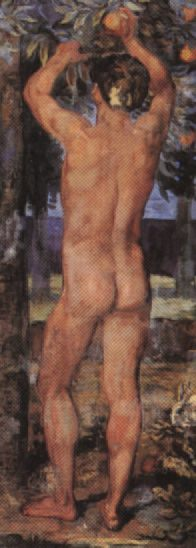
Uomini in un aranceto (particolare)
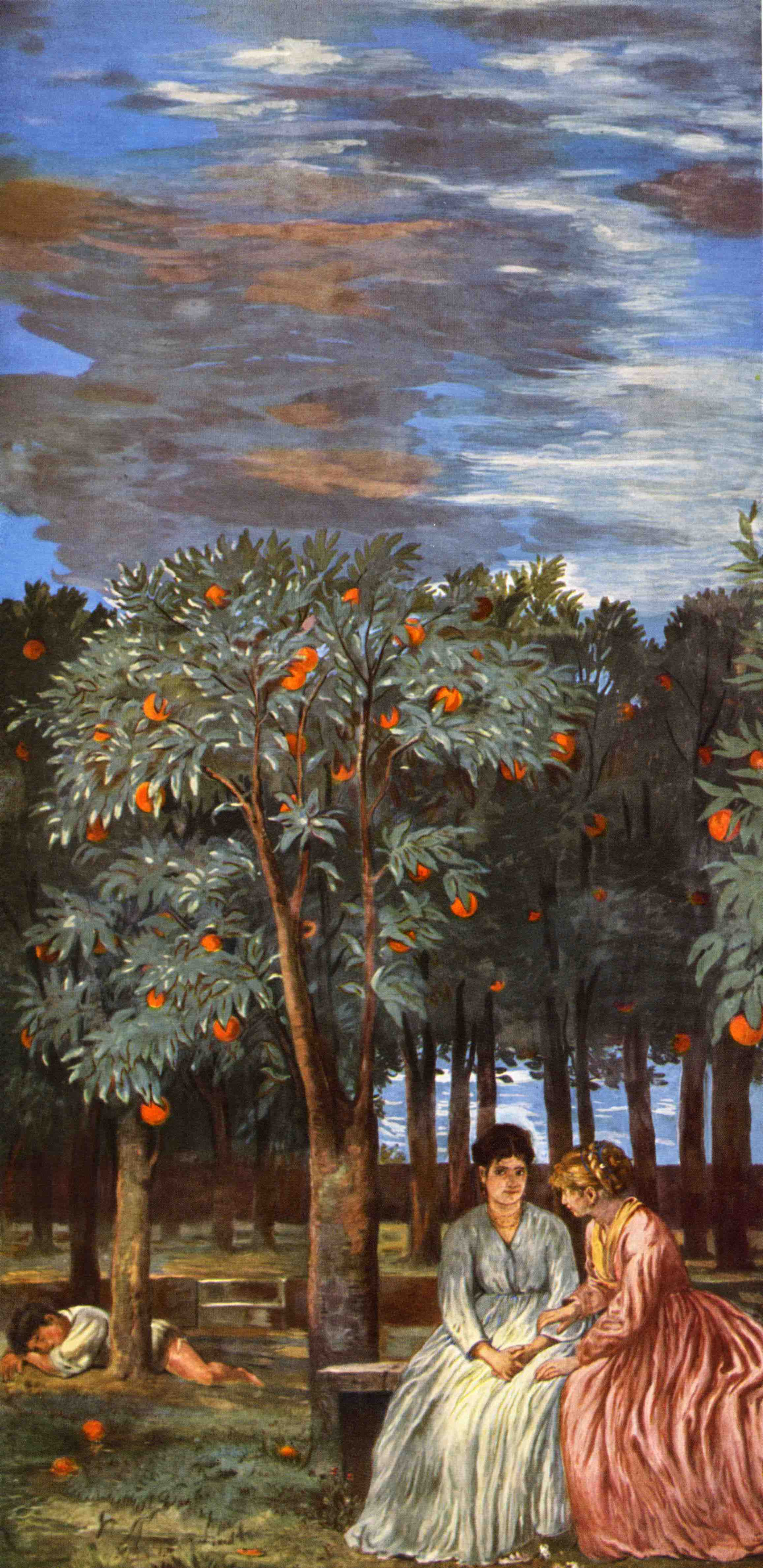
Donne in un aranceto
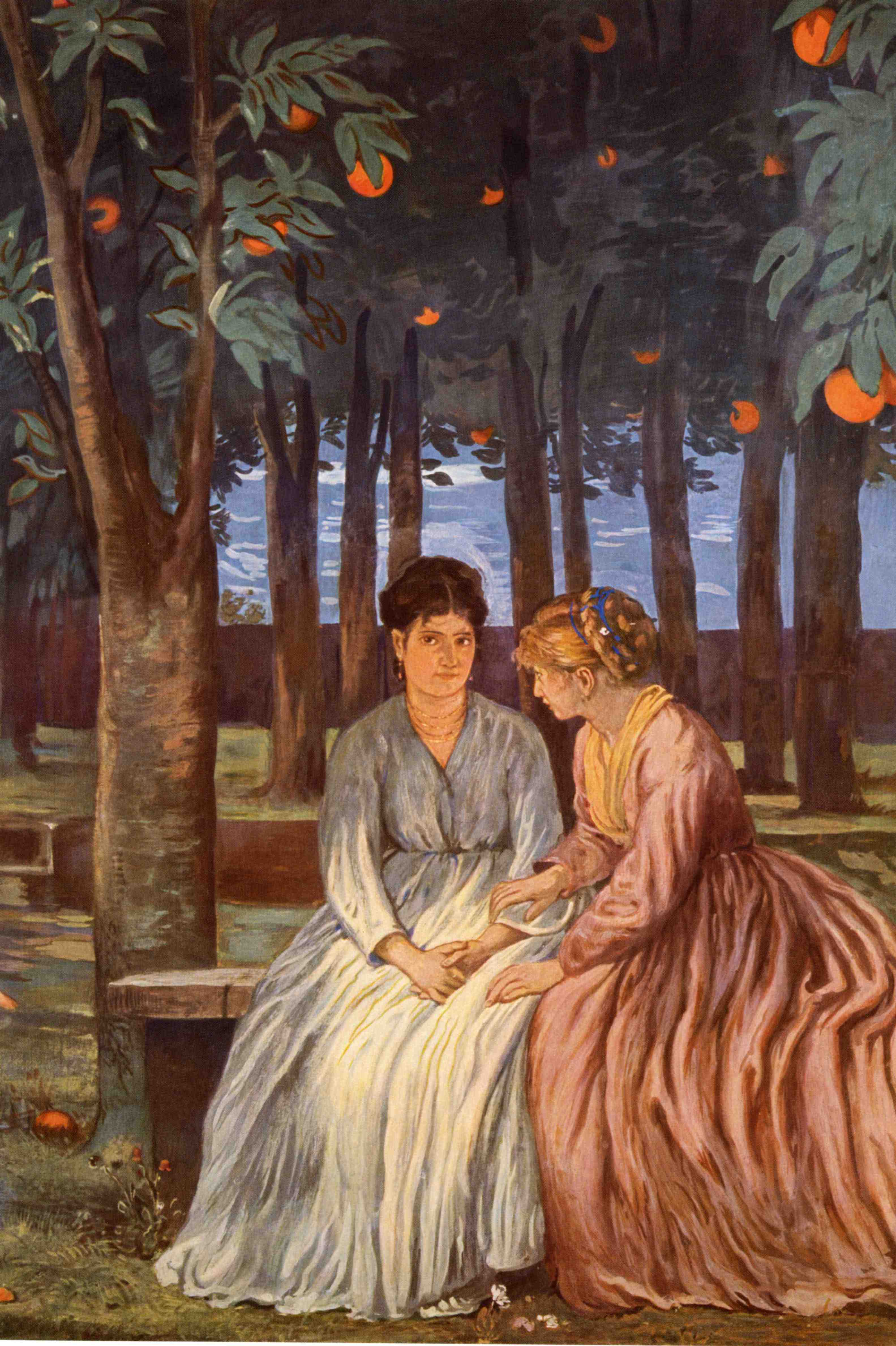
Donne in un aranceto (particolare)

- sulla parete est: Interessante affresco che mostra l'Acquario ancora in costruzione e diversi personaggi seduti intorno ad un tavolino; vi si riconoscono (da sinistra verso destra):

1. Anton Dohrn (seduto), fondatore dell'Aquarium di Napoli.
2. Nicolaus Kleinenberg (in piedi), zoologo tedesco di origini baltiche, assistente di Dohrn alla Stazione Zoologica di Napoli: di carattere freddo e altezzoso, per la sua indolenza nel 1875 si giunse alla rottura dell'amicizia e collaborazione con Dohrn, che pure lo stimava dal punto di vista scientifico; ciò nonostante, grazie all'intermediazione dello stesso Dohrn, Kleinenberg fu chiamato nel 1879 alla cattedra di zoologia a Messina; fu amico di von Marées; morì nel 1897.
3. Charles Grant (seduto al centro), scrittore inglese, amico carissimo di Dohrn: a Jena era stato insegnante di von Marées e Hildebrand; non aveva conoscenze scientifiche ma a Napoli (dove rimase per circa dieci anni) fu a disposizione per i più svariati compiti e come intermediario nelle soluzioni degli infiniti problemi che man mano si presentavano; morì a Graz nel 1887; fra la sua modesta produzione letteraria figura una "Stories of Naples and the Camorra".
4. lo stesso pittore Hans von Marées (nell'angolo);
5. Adolf von Hildebrand (a destra, di profilo), artista scultore, compagno e collaboratore di Marées; lo aiutò a dipingere gli affreschi alla Stazione Zoologica.
6. Le donne sono un'ostessa ed una vecchia pescivendola.

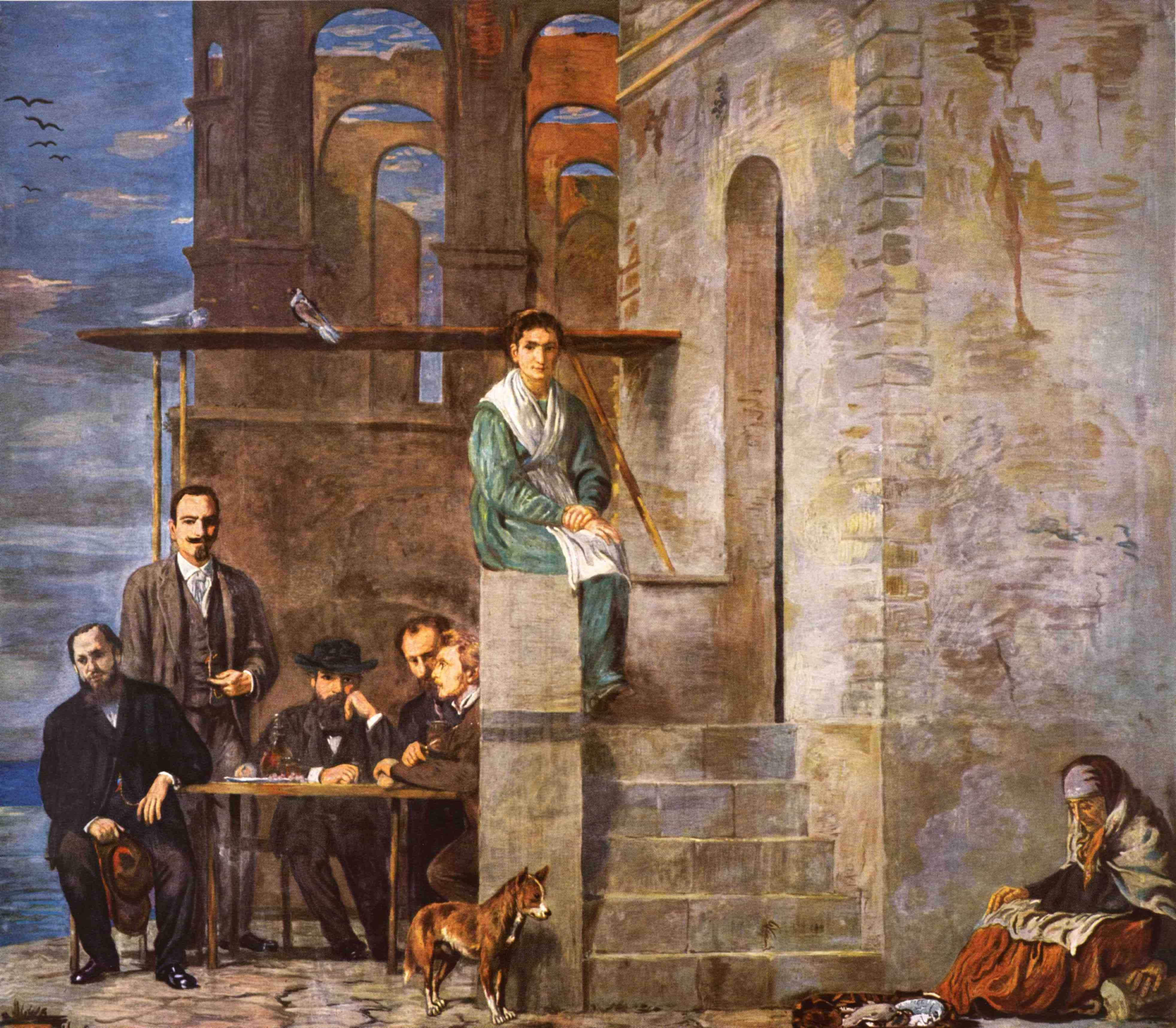
La Pergola

## Il museo Darwin-Dohrn
All'interno della Villa Comunale, la Casina del Boschetto recentemente ristrutturata, ospita dal 2021 il Museo Darwin-Dohrn dedicato alla biodiversità marina.
La struttura organizza mostre, seminari e laboratori didattici ed è inoltre la sede italiana dell'European Marine Biology resource center, infrastruttura di ricerca promossa dal Ministero dell'Istruzione, Università e Ricerca.

## Il Centro ricerche tartarughe marine

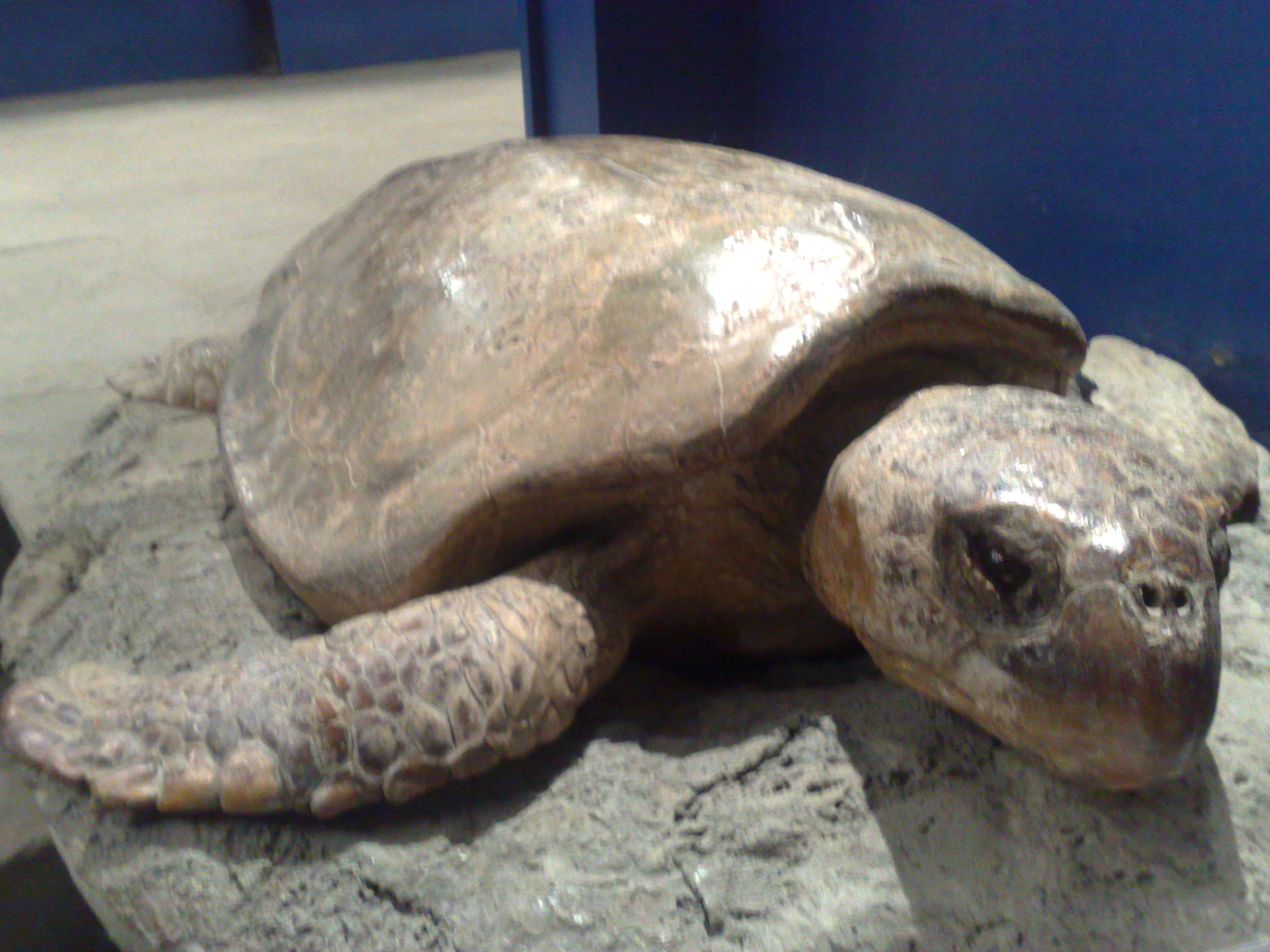
Tartaruga marina imbalsamata (l'acquario propone molte iniziative per la salvaguardia di queste tartarughe)

Il gruppo dell'acquario già nel 1983 era impegnato nel salvataggio e nella cura delle tartarughe marine e dopo qualche anno, a fronte dell'aumentato numero di tartarughe da recuperare giunse la necessità di creare un centro adatto. Nel settembre 2004 nacque a Bagnoli il Turtle point, ospedale e centro di recupero per le tartarughe nonché centro espositivo. Nel gennaio 2017 è stato inaugurato a Portici (NA) il nuovo centro di ricerche sulle tartarughe, il più grande del Mediterraneo.